# Gonadi

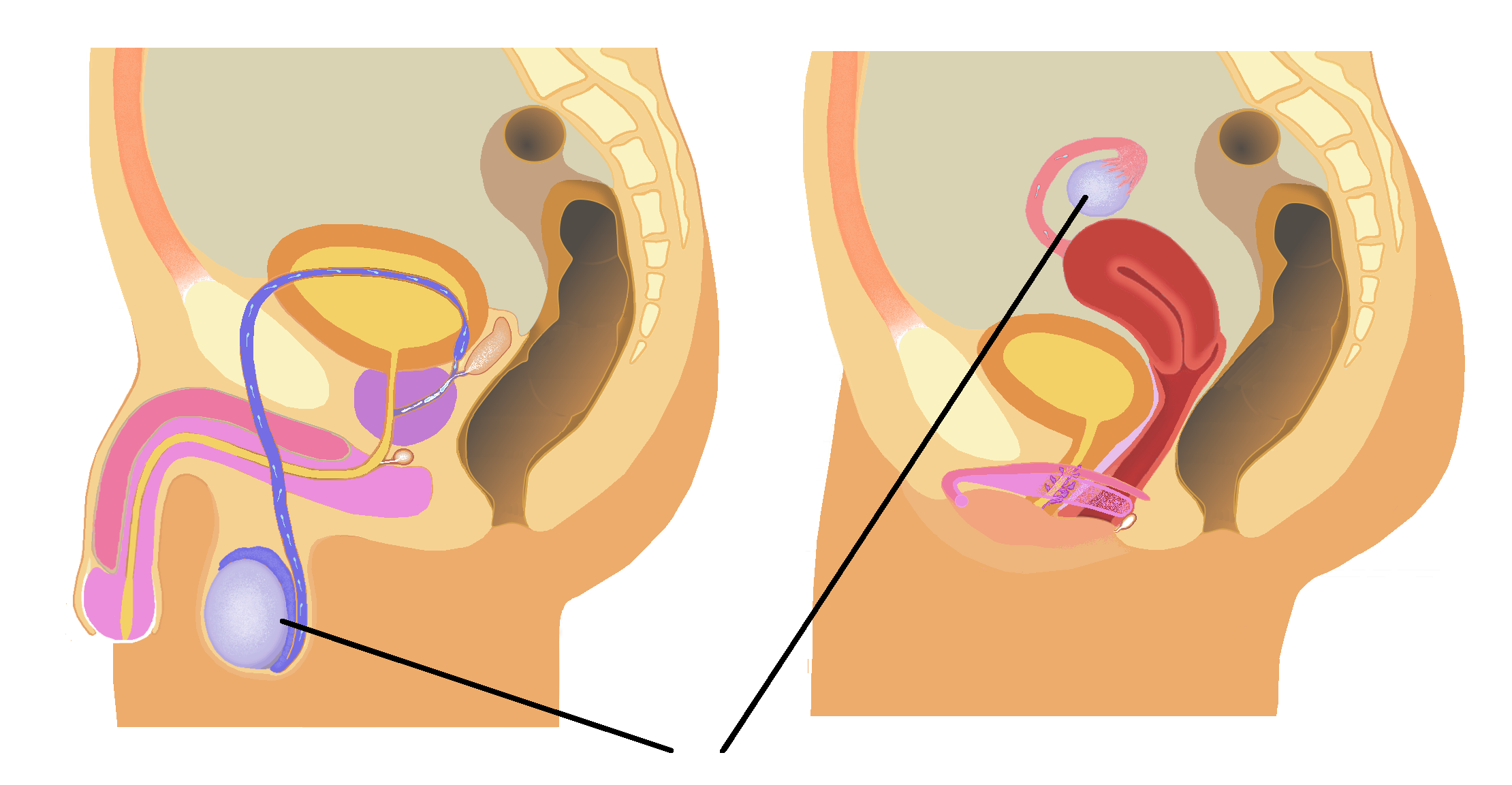
Rappresentazione delle gonadi umane nel maschio (freccia a sinistra: i testicoli) e nella femmina (freccia a destra: le ovaie)

Le gonadi, dal greco gone (seme) e aden (ghiandola), sono gli organi anatomici che negli animali producono i gameti, cellule riproduttive. Negli organismi in cui l'uovo viene fecondato all'interno del corpo della madre, essi sono presenti in numero variabile, sia nell'organismo maschile sia in quello femminile.
In alcuni organismi ermafroditi, in cui nell'organo si producono entrambi i tipi di gameti, essi possono denominarsi ovotestis, come avviene nei gasteropodi polmonati, ad esempio le chiocciole, mentre sono generalmente denominati testicolo quando producono esclusivamente gameti maschili e ovaio quando producono gameti femminili. In molti organismi possiedono anche funzioni endocrine. I gameti hanno corredo cromosomico aploide; al momento della fecondazione, i due gameti mettono in comune i due corredi e ricostituiscono il corredo diploide del nuovo individuo discendente.

## Nella specie umana
Nella specie umana, sotto il diretto controllo dell'ipofisi, funzionano anche come ghiandole endocrine. In estrema sintesi, le gonadi umane sono controllate per via endocrina dall'ormone luteinizzante (LH) e dall'ormone follicolo-stimolante (FSH), secreti dalla parte anteriore della ghiandola pituitaria. Questa secrezione è a sua volta controllata dall'ipotalamo (GnRH).
Le gonadi femminili sono denominate ovaie e producono gli ovociti, mentre le gonadi maschili sono chiamate testicoli e producono gli spermatozoi. Le prime sono situate nella pelvi, i secondi nello scroto. Bersaglio delle gonadotropine sono i testicoli, che si sviluppano durante la vita fetale intorno al secondo mese. Essi si sviluppano a partire da una gonade indifferente, cioè un organo che ha potenzialità di diventare sia testicolo sia ovaio. Il differenziamento avviene al secondo mese di vita intrauterina e dipende dal tipo di cromosomi sessuali presenti nel feto.